# Floris Takens

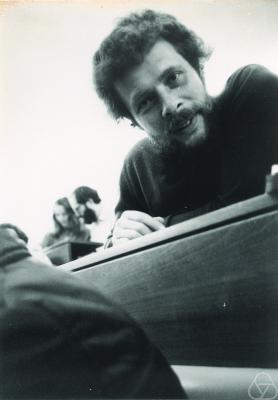
Floris Takens 1980 in Warwick

Floris Takens (* 12. November 1940 in Zaandam; † 20. Juni 2010) war ein niederländischer Mathematiker, der sich mit dynamischen Systemen und Chaostheorie (Bifurkationstheorie, Zeitreihenanalyse) beschäftigte.
Takens studierte an der Universität Amsterdam und promovierte 1969 bei Nicolaas Kuiper (The minimal number of critical points of a function on a compact manifold and the Ljusternik-Schnirelmann category). Danach war er als Post-Doc am IHES bei Paris, wo er mit David Ruelle, René Thom und Jacob Palis zusammenarbeitete, bei dem er häufig am Instituto de Matemática Pura e Aplicada (IMPA) in Rio de Janeiro zu Gast war. Seit 1972 war er Professor an der Universität Groningen. 1999 wurde er emeritiert, blieb aber weiter wissenschaftlich aktiv und lebte zuletzt in Bedum.
Takens führte mit Ruelle den Begriff des Seltsamen Attraktors ein als möglichen Mechanismus der Turbulenz. Er gab auch Bedingungen an, unter denen ein Seltsamer Attraktor aus Zeitreihen von Observablen rekonstruiert werden kann. Diese wurden als Takens-Satz oder Takens-Theorem bekannt.
Takens war Mitglied der Königlich Niederländischen Akademie der Wissenschaften (1991) und der Brasilianischen Akademie der Wissenschaften (1981). 2005 wurde er Ritter vom Orden des Niederländischen Löwen. 1986 war er Invited Speaker auf dem Internationalen Mathematikerkongress (ICM) in Berkeley (Homoclinic bifurcations).
Zu seinen Doktoranden zählt Hendrik Broer.

## Schriften
- mit Palis: Hyperbolicity and sensitive chaotic dynamics at homoclinic bifurcations, Cambridge University Press, 1993
- mit Palis, Sheldon Newhouse Bifurcations and stability of families of diffeomorphisms, Publications Mathématiques de l’IHÉS, Band 57, 1983, S. 1–71
- mit Palis Stability of Parameterized Families of Gradient Vector Fields, Annals of Mathematics 118, 1983, 383–421
- mit Palis: Cycles and Measure of Bifurcation Sets for Two-Dimensional Diffeomorphisms, Inventiones Mathematicae 82, 1985, 397–422
- mit Palis: Hyperbolicity and Creation of Homoclinic Orbits, Annals of Mathematics 125, 1987, 337–374.
- mit Hendrik Broer Dynamical Systems and Chaos, Springer Verlag 2011